# Багратуни, Георгий Рубенович
Гео́ргий Рубе́нович Баграту́ни (1918, город Тбилиси — 10 марта 1982, город Киев) — министр монтажных и специальных строительных работ УССР, заслуженный строитель УССР. Депутат Верховного Совета УССР 7—9-го созывов. Кандидат в члены ЦК КПУ в 1966—1980 г.

## Биография
Армянин.
Образование высшее. Окончил в 1945 году Тбилисский институт инженеров железнодорожного транспорта, по специальности инженер-мостостроитель.
В 1945—1951 — начальник отдела технического контроля Сталинского завода металлоконструкций Сталинской области.
Член ВКП(б) с 1948 года.
В 1951—1953 — главный инженер Макеевского завода металлоконструкций Сталинской области. В 1953—1959 — главный инженер Ждановского завода металлоконструкций Сталинской области.
В 1959—1963 — главный инженер — заместитель начальника, начальник главного управления «Укрглавстальконструкция» Министерства строительства Украинской ССР.
В 1963—1965 — заместитель, 1-й заместитель министра монтажных и специальных строительных работ Украинской ССР.
В 1965—1979 — министр монтажных и специальных строительных работ Украинской ССР. За принципиально новое решение монтажа телевышек методом подращивания получил звание изобретателя СССР[уточнить].
Скончался 10 марта 1982 года, похоронен на Байковом кладбище Киева.

## Награды
- Орден Ленина
- Орден Трудового Красного Знамени
- Орден «Знак Почёта»
- Орден Октябрьской Революции
- медали
- Государственная премия УССР в области науки и техники (1976)
- Почётная грамота Президиума Верховного Совета УССР
- заслуженный строитель Украинской ССР (1968)